# Eugen Piret de Bihain
Eugen svobodný pán Piret de Bihain (německy Eugen Freiherr Piret von Bihain, maďarsky báró bihaini Piret Jenö) (6. června 1821 Pešť – 27. srpna 1902 Vídeň) byl uherský šlechtic a rakousko-uherský generál. V armádě sloužil od roku 1837, jako důstojník jízdy se vyznamenal v několika válkách a získal řadu ocenění. V letech 1868–1895 byl nejvyšším hofmistrem vrchního velitele rakousko-uherské armády arcivévody Albrechta, dosáhl hodnosti generála jezdectva (1879). V závěru kariéry zastával čestnou hodnost velitele císařské gardy (1897–1902).

## Životopis
Pocházel z belgického šlechtického rodu usazeného v Uhrách, narodil se jako prostřední ze tří synů polního podmaršála Ludvíka Pireta (1784–1862) a jeho manželky Alžběty, rozené baronky Csekonicsové (1794–1881). Do armády vstoupil jako kadet v roce 1837 k 3. hulánskému pluku, v roce 1845 byl již rytmistrem u 4. hulánského pluku. V revolučních letech 1848–1849 bojoval v Itálii, později se vrátil k 3. hulánskému pluku a od roku 1856 byl v hodnosti plukovníka jeho velitelem. V roce 1859 se zúčastnil války se Sardinií a v roce 1862 dosáhl hodnosti generálmajora. V této hodnosti byl velitelem jezdecké brigády u 4. armádního sboru v Lombardii.
V roce 1866 znovu bojoval v Itálii (třetí italská válka za nezávislost) a za účast v bitvě u Custozzy obdržel rytířský kříž Řádu Marie Terezie. Po válce byl velitelem jezdecké brigády ve Vídni. V roce 1868 byl povýšen do hodnosti polního podmaršála a v letech 1868–1895 zastával funkci nejvyššího hofmistra vrchního velitele armády arcivévody Albrechta. V roce 1879 postoupil do hodnosti generála jízdy. Po smrti arcivévody Albrechta byl penzionován (1895), ale nakonec ještě v letech 1897–1902 zastával čestnou hodnost kapitána císařské gardy trabantů (K. u. k. Trabanten-Leibgarde).

## Tituly a ocenění
Od narození užíval šlechtický titul barona (svobodný pán), v roce 1862 byl se svými bratry jmenován c. k. komořím Jako nejvyšší hofmistr arcivévody Albrechta byl v roce 1868 jmenován c. k. tajným radou s nárokem na oslovení Excelence. Od roku 1875 byl také čestným majitelem dragounského pluku č. 9 příslušného k XI. armádnímu sboru ve Lvově.

### Rakousko-Uhersko
- Řád železné koruny III. třídy s válečnou dekorací (1849)
- Vojenská záslužná medaile (1850)
- rytíř Vojenského řádu Marie Terezie (1866)
- rytířský kříž Leopoldova řádu s válečnou dekorací (1866)
- Řád železné koruny I. třídy (1881)
- velkokříž Leopoldova řádu (1883)
- velkokříž Královského uherského řádu svatého Štěpána (1895)

### Zahraničí
- velkodůstojník Čestné legie (Francie)
- Řád svaté Anny I. třídy s brilianty (Rusko)
- Řád svatého Vladimíra (Rusko)
- Řád červené orlice I. třídy s brilianty (Prusko)
- velkokříž Řádu Spasitele (Řecko)
- velkokříž Řádu Leopolda (Belgie)
- velkokříž Řádu Karla III. (Španělsko)
- velkokříž Řádu rumunské hvězdy (Rumunsko)
- Záslužný řád bavorské koruny (Bavorsko)
- velkokříž Řádu Albrechtova se zlatou hvězdou (Sasko)
- velkokříž Řádu württemberské koruny (Württembersko)
- velkokříž Fridrichova řádu (Württembersko)
- velkokříž Řádu zähringenského lva (Bádensko)

Jeho starší bratr Ludvík (Lájos, 1819–1876) sloužil v armádě a dosáhl hodnosti polního podmaršála, mladší bratr Adalbert (Béla, 1831–1915) byl plukovníkem a jako jediný ze sourozenců zanechal potomstvo. Rodině patřilo několik velkostatků v různých částech Uher a díky tomu jim náleželo právo dědičného členství v uherské Sněmovně magnátů.